# مجمع لاندمارك الدوحة
مجمع لاندمارك الدوحة هو مركز تسوق يقع في الغرافة في الدوحة، قطر.

## الأرض
المجمع مصمم مثل السيرك بما في ذلك الحصان الدائري وطائرة البارون الحمراء وشرائط منفوخة وأسرة الترامبولين وممتص صدمات السيارات وأربعة طوابق ومنطقة لعب تشكل مناطق الجذب الرئيسية في سيركوس لاند الذي يحتوي على قاعة طعام منفصلة والكثير من خيارات التسوق للطفل. توجحد ثلاث قاعات لسينما لاند التي تقع داخل سيرك لاند في المجمع وذلك لعرض مسرحية أو حفل موسيقي أو فيلم.

## المتاجر
المجمع يضم مجموعة متنوعة من المتاجر:
- كارفور
- فيرجين ميغاستورز
- مانجو
- سالسا جينز
- كارين ميلن
- إتش أند أم
- أويشو
- إيفانز
- ماك
- بول آند بر
- زارا هوم
- أوكولوس